# Mariánské Údolí (Hlubočky)
Mariánské Údolí (německy Marienthal) je část obce Hlubočky v okrese Olomouc a leží v katastrálním území Hlubočky o výměře 4,69 km2. Tovární osada železáren akciové společnosti Moravia v Mariánském Údolí nejprve spadala pod Velkou Bystřici a rozkládala se na bývalých pozemcích Metropolitní olomoucké kapituly, od roku 1846 se osada stala součástí obce Mrsklice/Nirklowitz (Mrsklesy). V letech 1919-1938 bylo Mariánské Údolí osadou Velké Bystřice a po odstoupení pohraničí součástí říšské župy Sudety. Po odsunu německého obyvatelstva byla tovární osada nově osídlena a akciová společnost Moravia znárodněna. V letech 1945-1956 se tovární osada opět stala součástí Velké Bystřice. V roce 1956 bylo Mariánské Údolí sloučeno s obcí Hlubočky, ke které byly integrovány v roce 1974 Posluchov a v roce 1976 i obec Hrubá Voda. V té době měla obec Hlubočky s osadou Mariánské Údolí 3 014 obyvatel a 886 domů celkem. U Hluboček vzniklo rozsáhlé sídliště Dukla, v letech 1974-1975 pak nové sídliště u Mariánského Údolí. V roce 2009 obec evidovala 292 adres a v roce 2001 zde trvale žilo 1936 obyvatel.

## Historie
První zmínky o těžbě zlata v údolí řeky Bystřice pochází z 12. století, nejvíce se těžba rozvinula v 15. až 16. století a poslední zmínky o ní pochází z 18. až 19. století. Rudní revír se rozkládal mezi Velkou Bystřicí, Hlubočky, Hrubou Vodou a svatým Kopečkem (Maria Schnee-Stollen im Höllengrunde und im tiefen Grunde des Hombocker Reviers). V roce 1817 započali těžaři (rolníci z Olšan a olomoucký dlaždičský mistr Buchta) s vyklízením zavalených štol (Johannes- und Mariahilfgrund) a následujícího roku ukončili těžbu.
Dne 24. července 1824 propůjčila moravská substituce horního soudu v Brně Josefu Janu Zvěřinovi na jeho žádost pozemky, které drželo bývalé velkobystřické těžířstvo Panny Marie Pomocné nedaleko Hluboček. Současně mu byl propůjčen i důl Panny Marie Pomocné (Mariahilfgrund) v sousedství štol k dobývání stříbrné a měděné rudy. Zwierzina se ale zaměřil na dolování železné rudy. Během tří let vybudoval vysokou pec, k jejímuž provozu obdržel 27. května 1827 povolení a v ten den byla i slavnostně vysvěcena a uvedena do provozu (Eisenhütten-Etablissement zu Marienthal auf der Herrschaft Groß Wisternitz). Se vznikem Zvěřinových železáren je spojen i vznik Mariánského Údolí, jehož pojmenování nepochybně souviselo s názvem dolu Panny Marie Pomocné. Železné hutě sestávaly v roce 1834 z jedné vysoké pece a dvou železných hamrů, jejichž řízení Zvěřina svěřil v letech 1840 až 1842 Matyáši Reinscherovi (řídil též Zvěřinovy uhelné doly na Slezské Ostravě).
Dne 10. ledna 1845 Zvěřina železárny v Mariánském Údolí a doly na železnou rudu prodal Salomonu Mayerovi svobodnému pánu z Rothschildu. Železárny byly v Rothschildově držení až do roku 1861, kdy je odkoupil olomoucký obchodník I. C. Machanek. Rozvoj údolní osady Mariánské Údolí/ Marienthal započal s budováním továrny na hřebíky v Hlubočku a sléváren v Mariánském Údolí, později věhlasné akciové společnosti Moravia pro průmysl železářského zboží a obchod. V letech 1827 až 1846 byly železárny přičleněny k Velké Bystřici (čp. 170), od roku 1846 se staly součástí obce Mrsklice/Nirklowitz (Mrsklesy). 

### Železniční zastávka (1873)
Na žádost továrny v Mariánském Údolí a obyvatel v okolí byla zřízena na trati Moravsko-slezské ústřední dráhy mezi obcemi Velká Bystřice a Hlubočky na místě železničního strážního domku č. 10 železniční zastávka Mariánské Údolí pro osobní přepravu a 6. srpna 1873 předána do užívání. V roce 1882 byla postavena v Mariánském Údolí pro tovární potřeby železniční vlečka. C. k. ředitelství státních drah v Olomouci (k. k. Staatsbahn-Direction in Olmütz) rozhodlo svým přípisem z 10. března 1899 o zřízení nové železniční zastávky v Mariánském Údolí (Haltestelle Marienthal) a jednoho semaforu na 10:835 kilometru dráhy Olomouc-Opava v katastru obce Mrsklesy (Nirklowitz). Dne 27. září 1912 vyhlásilo ředitelství c. k. státní dráhy v Olomouci konkurz na stavbu železniční zastávky, sestávající z přijímací haly, skladiště na zboží s 10 metry dlouhou rampou a prostoru pro osobní odbavování cestujících.
Osobní zastávka Mariánské Údolí mezi stanicemi Velká Bystřice a Hluboček na trati Olomouc—Opava byla otevřena 1. ledna 1914 a to jako stanice pro neomezenou dopravu zboží. V novém Československu narůstal zájem o letoviska v Mariánském Údolí a ve snaze, aby si cestující mohli včas zakoupit jízdenky a zabránilo se opakujícím se návalům, muselo ředitelství státních drah o nedělích a svátcích na nástupišti v Mariánském Údolí otevřít v roce 1931 výpomocnou výdejnu jízdenek, která vydávala jízdenky do stanice Olomouc hlavní nádraží.

### Obecná škola (1873)
Až do poloviny roku 1873 byly Mrsklesy s Mariánským Údolím přiškoleny do Velké Bystřice. Od září roku 1873 otevřela c. k. okresní školní rada v Olomouci v obci Mrsklesy jednotřídní obecnou školu s německým vyučovacím jazykem. V roce 1876 požádala obec o subvenci na zřízení nové školní budovy, od roku 1910 byla škola dvoutřídní a v roce 1911 ji vedl nadučitel Ruppert Hikl.

### Poštovní úřad (1877)
C. k. Poštovní úřad v Mariánském Údolí, který zahájil svoji činnost 1. srpna 1877, měl na starosti dopisní a pojízdnou poštu na trase Moravsko-slezské centrální dráhy Vídeň-Brno-Opava. Pošta obsluhovala dělnickou kolonii a továrnu, dále pak obec Mrsklesy (Nirklowitz). Po zavedení telegrafu spojilo c. k. ředitelství pošt a telegrafů pro Moravu a Slezsko dne 15. října 1891 s poštovním úřadem telegrafní stanici do c. k. Poštovního a telegrafního úřadu. Od 1. září 1901 otevřelo ředitelství pošt poštovní sběrnu (Postablage) v Mrsklesech, která byla s C. k. Poštovním a telegrafním úřadem v Mariánském Údolí spojena pěší poštovní pochůzkou. Na začátku prosince 1935 byla u poštovního úřadu otevřena nová telefonní hovorna.

### Letovisko Hluboček-Mariánské Údolí-Hrubá Voda
Základy turisticky přitažlivého údolí položila už v roce 1882 olomoucká sekce německého Moravskoslezského sudetskohorského spolku (Mährisch-Schlesischer Sudetengebirgsverein) za pomoci obou ředitelů: železárny Maxe Machanka v Mariánském Údolí a hřebíkárny Oswalda Machanka v Hlubočku. Max Machanek tehdy uvedl, že v závodní restauraci (Fabriksrestauration) budou mít členové spolku zvýhodněné ceny. V Hlubočku měl restauraci zbudovat sekční šéf Wannemacher. Po dohodě se správou Lichtenštejnského panství pak byly vybudovány první turistické trasy. Na železniční zastávce v Mariánském Údolí měl být prozatím u ranního nákladního vlaku přiřazen jeden osobní vagon.

#### První výletní trasy
Výletní trasy z Mariánského Údolí do okolí:
1. Skrze Goldgrund (Zlatý Důl) severozápadním směrem do Laschau (Lošova) a odtud na Heiligen Berg (Svatý Kopeček). V oblasti Goldgrund si turisté mohli prohlédnout bývalé zlaté a stříbrné doly. Doba chůze 2 hodiny.
2. Přes ves Neudörfel (Nová Véska) na Heiligen Berg (Svatý Kopeček). Doba chůze 2 hodiny.
3. Východním směrem na Haslicht (Varhošť) k pramenu Odry. Doba chůze 2 hodiny.

Výletní trasy z Hlubočku do okolí:
1. Západním směrem do Radíkova (Radikau) po červeno-bílém značení, po bílé skrze les do Radíkova. Doba chůze 1 hodina.
2. Směrem na sever do obce Großwasser (Hrubá Voda) skrze oblast nazývanou Strumirsch-Grund kolem starého mlýna po žluto-červené značce, po červené pak do Großwasser (Hrubá Voda) nebo po Sofiině a Annině stezce (Sophie-Steig a Annen-Steig) s bílo-červeno-bílým značením a po bílé do Großwasser (Hrubá Voda). Doba chůze 3 hodiny.
3. Severním směrem do obce Epperswagen (Nepřívaz) na úpatí kopce Maderberg (nyní Jílový vrch) po červené značce. Doba chůze 1 a čtvrt hodiny.

Občerstvení nabízely: závodní restaurace akciové společnosti Moravia, hostinec Türk, hostinec Kotsch a hostinec Balcarek.

#### Výletní restaurace Drexler
Tovární restauraci (Fabriksrestauration), kterou zde nechalo vedení akciové železářské společnosti Moravia vystavět, nabídlo vedení podniku v roce 1890 do pachtu. Výletní restaurace s ubytováním, kterou provozoval Franz Drexler, disponovala v roce 1938 vedle restauračních prostor a hostinských pokojů také tanečním pavilonem, koupalištěm i přírodním koupáním. Celodenní penze stála 18 Kč.

#### Sáňkařská dráha (1907)
V roce 1907 otevřela olomoucká sekce německého Moravskoslezského sudetskohorského spolku (Mährisch-Schlesischer Sudetengebirgsverein) sáňkařskou dráhu u Hrubé Vody (Grosswasser), ke které za spolupráce s c. k. Ředitelstvím státní dráhy v Olomouci zařídila pro období od poloviny prosince do poloviny března o nedělích a svátcích tzv. Rodelzug (sáňkařský vlak). Vlak vyjížděl z Olomouce ve 12:30 hodin do Hrubé Vody a odpoledne přijížděl na nádraží v Olomouci v 17:30 hodin. Železniční zastávka pro výletníky byla zřízena na místě strážního domku č. 14. V roce 1908 byla sáňkařská dráha (Rodelbahn) ještě více vylepšena a vedle ní zřízena též pěší stezka pro výstup. V roce 1908 započala olomoucká sekce na náhorní plošině nad sáňkařskou dráhou u obce Epperswagen (Nepřívaz) s výukou lyžování. Občerstvení a oblíbený sáňkařský likér (Rodellikőr) nabízela nedaleká „Restaurace Schwarz” hostinského Adolfa Tambergera. Informace o sněhových podmínkách poskytovali v Olomouci pánové Reichl & Schön, Oskar Hanisch a Josef Heinz, předprodej zpátečních jízdenek zajistil spolek v hlavní trafice na Horním náměstí.

### Spolky
- Freiwillige Feuerwehr (Hlubočky-M. Údolí)
- Bundesgrupe des Bundes der Deutschen Nordmährens
- Werkmeister und Industriebeamten-Verein für Hombok-Marienthal und Umgebung
- Spar- und Darlehenskassenverein für Nirklowitz (zal. 1902)[32]

Osada Mariánské Údolí (Marienthal) spadala pod obec Mrsklesy (tehdy zvané Mrsklice (Nirklowitz), kde se také nalézala obecná škola s německým vyučovacím jazykem a německý spořitelní spolek Spar- und Darlehenskassenverein für Nirklowitz: předseda výboru Hühnel Johann (starosta), místopředseda Melzer Josef, členové výboru Kimmel Jan, Jakob Franz a Konopský Karel. V obci Mrsklesy se nacházel hostinec s prodejem tabáku (Rozbořil Josef a Marie), kramářství (Girtl Martin - Svobodová Juliana), obchod se smíš. zbožím (Sedláčková Theresia), řezník (Kvičala Franz), stolař (Kimmel Josef). V Mariánském Údolí byla i menší továrna na nábytek stolaře Konstantina Matzkeho z Hlubočku.
Továrna Homboker und Marienthaler Einsenwaren-Industrie- und Handel- Actien-Gesellschaft:
- Technický správce Vavřina Alois
- Asistent technického správce Rulf Karl
- Správce materiálu Kroha Franz
- Kancelář: pokladník Pfafky Johann - Hubatschek Ferdinand - Domes Alfred - Hanke Em. - Kimmel Franz - Gottwald Josef - Gabriel Anton
- Skladiště: Schwetz Josef - Umlauf Josef - Weiss Karl - - Gomolka Josef - Elpelt Johann - Kristan Gustav
- Mistři: Wapler Gustav - Lažnovský Fr. - Popp Anton - Spetlak J. - Weinberger K. - Schaffer Johann
- Modeláři: Lorenz Alfred - Horvát Franz[19]

## Československo

### Česká menšinová škola (1919)
O zřízení dvoutřídní české menšinové školy rozhodl Moravský zemský národní výbor 12. května 1919. Škola byla nejprve umístěna do osamělé budovy, kterou Národní jednota olomoucká pronajala od akciové společnosti „Moravia” (neobsahovala školní kabinety, byt pro správce školy, školní zahradu a vnitřní zařízení). Děti dostávaly veškeré pomůcky zdarma, náklady na školu nesl nejprve odbor Národní Jednoty v Mrsklicích, později stát. Řídicím učitelem na škole byl jmenován Bedřich Mádr (až do 1. dubna 1932 člen Čs. sociálně demokratické strany) a učitelem Josef Pilař, na mateřské škole, vydržované Národní Jednotou olomouckou, Růžena Šelepová. Pro všechny učitelské byty byly státem zabaveny podnikové byty Moravie v Mar. Údolí a v tovární kolonii v Hlubočku. Škola byla dvojtřídní a navštěvovalo ji 75 dětí z rodin dělníků, zaměstnaných u akciové společnosti „Moravia”. V roce 1921 pak československý stát nechal vybudovat novou školní dvoutřídní budovu s mateřskou školou. Po odstoupení pohraničí byla škola evakuována do Velké Bystřice (také menšinová škola z obce Mrsklesy). V budově školy byl zřízen byt pro starostu obce, kanceláře matričního úřadu s oddací síní a mateřská škola.

### Místní odbor Národní jednoty (1923)
Divadlo v přírodě sehraje tuto neděli (15. července) pod krásným lesním úbočím ve školní zahradě v Mariánském Údolí o půl 4. hod. odpoledne, menšinový odbor Národní jednoty pro Mar. Údolí a Hluboček za spoluúčinkování jednoty div. ochotníků ve Velké Bystřici. Hraje se „Lázeňská víla”, veselohra o 3 dějstvích od Josefa Skružného. Vstupné nepatrné. Předprodej vstupenek u p. A. Hýnela a v konsumu ve Velké Bystřici. Také u pokladny v zahradě bude možno ještě vstupenky zakoupiti. Přestávky vyplní hudební odbor Sokola ve Vel. Bystřici.
Moravský večerník, 13.07.1923
Místní odbor Národní jednoty pro Mariánské Údolí a Hluboček byl založen v roce 1923 (předseda Josef Vyslyšel, místopředseda Ludvík Doležel, jednatel Bedřich Mádr, pokladník František Hradil). Ke konci roku 1924 čítal odbor 104 členy, z toho 52 z Mariánského Údolí, 52 z Hlubočka (továrny na hřebíky). Do té doby uspořádal odbor NJ 1 valnou hromadu, 1 členskou schůzi v Mar. Údolí a 16 schůzí výboru místního odboru, 6 divadelních představení (4 v Mar. Údolí v závodní jídelně železáren a 2 v Hlubočku v sále závodní jídelny pronajaté Zausigovou Rosou - na jevišti propůjčeném německým Dělnickým pěveckým spolkem „Viktor Adler”), 1 pěveckou akademii (r. 1923), 1 výlet a 1 ples. V témže roce se započalo se sbírkovou akcí na výstavbu vlastního spolkového domu, ale během roku byla akce pro malý zájem ukončena. Při menšinové škole zřídil odbor knihovnu Národní jednoty, která měla 458 čísel (v oblibě byla díla od Karel Václav Rais, Alois Jirásek, Václav Beneš Třebízský a Vlasta Pittnerová). Ochranitelkou místního odboru NJ byla „Čechoslavie”, importní a exportní společnost s r. o. se sídlem v Olomouci, která obsadila čtyřbytovou novostavbu nájemního domu 3 českými rodinami a zakoupila pozemky kolem pro další budoucí stavby. Do výboru byli zvoleni v roce 1925::
- Předseda: Bedřich Mádr, řídící učitel na menšinové škole v Mariánském Údolí
- Místopředseda: Ludvík Doležel, přednosta stanice v Hlubočku
- Členové výboru: Hradil Antonín, poštmistr v Mar. Údolí - Bílek František, učitel v Mar. Údolí - Kamárýt Emanuel, dělník v Mar. Údolí - Nádvorník Alois, dělník v Mar. Údolí - Opletal Antonín, dělník v Hlubočku - Žáček Bohumil, dělník v Hlubočku - Kubáč František, nádražní úředník v Hlubočku - Pinkas Jan, skladník v Hlubočku - Horsík Antonín, majitel lomu v Hrubé Vodě.[44]

### Střídovo koupaliště (1935)
SOKOLSTVO  Tělocvičná jednota Sokol v Doloplazích u Olomouce sehraje v neděli 18. srpna v Mar. Údolí u Olomouce divadelní zpěvohru Husopaska. Představení se bude konati v přírodě u Bystřičky na nově zřízeném koupališti Střídově. Představení se koná na pozemcích p. Střídy z Vel. Bystřice. Začátek přesně ve 3 hodiny. Čistý výtěžek bude věnován dětem chudých menšinářů v Mariánském Údolí.
Moravský večerník, 17.08.1935
V roce 1935 započal nedaleko od Mariánského Údolí (nyní chatová oblast v Burku) Jan Střída, rolník z Velké Bystřice čp. 14, činovník Republikánské strany zemědělského a malorolnického lidu a spoluzakladatel Rolnického družstevního mlýna a pekárny ve Velké Bystřici (r. 1925), s výstavbou přírodního letoviska. Vedle koupaliště se zde nacházela restaurace, taneční parket, hřiště a kuželna a po zavedení autobusové linky také autobusová zastávka.

### Chatové osady
V roce 1936 obdrželo město Olomouc z parcelace lichtenštejnských lesů, konfiskovaných během pozemkové reformy, lesní revíry o výměře kolem 1000 ha (Krahulčí s lesní chatou Johannesbaude, Lošov, Mariánské Údolí). Správa města předpokládala, že část lesních pozemků bude sloužit rekreaci olomouckého obyvatelstva, kterému zde hodlala umožnit zřizování tzv. weekendových chat (nyní chatoviště v Borku, chatoviště Střídov). Další tábořiště drželi skauti nedaleko Hluboček na tzv. Skautské louce (nyní Vinohrádky). V roce 1937 pak ještě město Olomouc přikoupilo pozemky od Národní jednoty v Mariánském Údolí ve výměře 6 480 m² a přiřadilo je k obdrženému lesnímu revíru v Lošově.

### Autobusové spojení (1936)
Od července 1936 zavedly ČSD novou autobusovou linku z Olomouce do Vel. Bystřice a Mar. Údolí: ráno odjížděl autobus od zastávky z Olomouce-radnice v 7 hodin a 3 minuty, do Mar. Údolí přijížděl v 7 hodin a 30 minut; zpět odjížděl z Mar. Údolí v 7 hodin a 34 minut, z Vel. Bystřice 7 hodin a 44 minut a do Olomouce přijížděl k radnici v 8 hodin a 5 minut. Večerní linka č. 12 odjížděla z Mar. Údolí v 18 hodin a 30 minut, přijížděla do Olomouc k radnici v 19 hodin a 5 minut.

### Sportovní klub Moravia
Většina místních sportovců přináležela ke svazu Křesťanských německých turnerů (Christlich Deutsche Turnerschaft). Po zřízení sportovního hřiště v roce 1934 vznikl sportovní klub „SK Moravia”. Následně se v Mariánském Údolí konaly župní mistrovské lehkoatletické závody Německého lehkoatletického svazu (Deutscher Leichtathletik-Verband, DLAV), k němuž „SK Moravia” přistoupil.

### Říšská župa Sudety - hraniční přechod
Hlubočky a Mariánské Údolí byly obsazeny v pondělí 10. října 1938 krátce po poledni. Německé obyvatelstvo přijalo německé oddíly slavnostně a uspořádalo hostinu. Na udání ordnerů byli v ten den v pondělí 10. října 1938 pozatýkáni činovníci Národní jednoty a ve středu 12. října 1938 na zákrok ze strany města Velké Bystřice opět propuštěni. Hranice pátého okupačního pásma na Olomoucku vedla těsně nad Radíkovem podél katastru obce Lošov, údolím Zlatý důl k Velké Bystřici (takže celá obec Velká Bystřice i s nádražím zůstala v Československu, později v Protektorátě Čechy a Morava) se stáčela ke kamennému mostu u Mariánského Údolí. Podél katastru obce Mrsklesy pak vedla hranice k Jestřábí. Na kamenném mostě u Mariánského Údolí stála německá zábrana, hlídaná německým strážním oddílem a několika ordnery. Deník Lidové noviny uváděl, že německé oddíly se chovaly slušně.
Obce bývalého olomouckého okresu Mrsklesy-Mariánské Údolí (Nirklowitz-Marienthal), Hlubočky (Hombok), Hrubá Voda (Grosswasser), Jestřábí (Habicht), Varhošť (Haslicht,), Nepřívaz (Epperwagen) a Posluchov (Posluchau) byly přiřazeny župě Sudety a k Amtsgerichtu Libavá-Město. Od července 1939 ještě obce Kozlov (Koslau), Slavkov (Schlock) a Prosenice (Pussinowitz). Od 31. října 1938 byla opět zahájena přeprava zboží mezi stanicemi Čs. státních drah a německými stanicemi. Pro přepravu mezi Německem a Československem byl od 31. října 1938 otevřen hraniční přechod Velká Bystřice — Marienthal (Mariánské Údolí).

## Doprava
V Mariánském Údolí se na adrese Nádražní 396, Hlubočky, nachází železniční stanice Hlubočky-Mariánské Údolí, která leží na trati Olomouc–Opava.

## Školství
V této části obce se nachází neúplná základní škola (první stupeň), kterou navštěvují žáci z Mariánského Údolí, Posluchova, Hluboček.